# گوسئو-دونگ
گوسئو-دونگ (به لاتین: Guseo-dong) یک منطقهٔ مسکونی در کره جنوبی است.